# Okręg wyborczy Hendon South

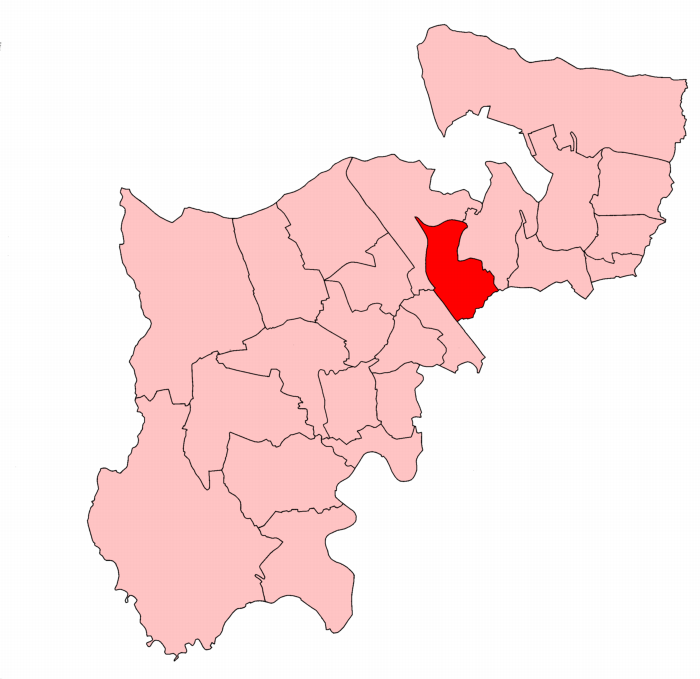
Okręg na mapie hrabstwa Middlesex

Okręg wyborczy Hendon South powstał w 1945 r. i wysyłał do brytyjskiej Izby Gmin jednego deputowanego. Okręg położony był w Municipal Borough of Hendon w hrabstwie Middlesex. Został zniesiony w 1997 r.

## Deputowani do brytyjskiej Izby Gmin z okręgu Hendon South
- 1945–1970: Hugh Lucas-Tooth, Partia Konserwatywna
- 1970–1987: Peter Thomas, Partia Konserwatywna
- 1987–1997: John Leslie Marshall, Partia Konserwatywna